# Ia Genberg
Ia Genberg (Stoccolma, 5 novembre 1967) è una scrittrice e giornalista svedese.

## Biografia
Genberg è nata a Stoccolma, città dove tuttora vive con la moglie e i figli. 
Dopo alcuni anni di università si è formata come giornalista e poi ha lavorato come giornalista freelance, regista di documentari e insegnante presso centri di educazione per adulti. Ha completato un corso di infermiera, operando, parallelamente al suo lavoro di scrittrice, in ambito psichiatrico.
Nel 2012 ha debuttato con il romanzo Söta Fredag.
Nel 2013 è uscito il suo secondo romanzo, Sent farväl, a cui ha fatto seguito nel 2018 la raccolta di racconti Klen tröst och fyra andra berättelser om pengar.
Genberg ha raggiunto il successo internazionale nel 2022 con il romanzo I dettagli (Detaljerna), tradotto in oltre trenta Paesi, fra cui l'Italia, e per il quale le è stato assegnato il Premio August, massimo riconoscimento per la letteratura di lingua svedese.
Nel motivare il verdetto, la giuria ha scritto:
"Con malinconia, esattezza e pacato umorismo, Ia Genberg descrive i frammenti che creano un essere umano [...]. Nella fine sensibilità per i piccoli dettagli prende vita un mondo intero."

## Opere

### Romanzi
- Söta Fredag (Dolce venerdì, 2012).
- Sent farväl (Un addio tardivo, 2013).
- I dettagli, Iperborea, Milano, 2024 - ISBN 9788870916805 (Detaljerna, 2022 - trad. di Alessandra Scali).

### Racconti
- Klen tröst och fyra andra berättelser om pengar (Una magra consolazione e altre quattro storie sul denaro, 2018).